# Xuxa, o Documentário
Xuxa, o Documentário é uma série documental brasileira composta por cinco episódios sobre a trajetória de vida e carreira da cantora e apresentadora de televisão Xuxa Meneghel. Desenvolvida em parceria pelos Estúdios Globo, pela Endemol, e pela Endemol Shine Brasil, a série tem direção artística de Pedro Bial e roteiro de Camila Appel.
A estreia ocorreu em 13 de julho de 2023 na plataforma de streaming Globoplay, com um novo episódio liberado a cada semana.

## Produção

### Antecedentes
Em 26 de janeiro de 2021, Xuxa anunciou, durante sua participação no programa Encontro com Fátima Bernardes, que a Globoplay estava produzindo um documentário sobre sua vida, embora não tenha revelado detalhes sobre o roteiro. Ela mencionou a importância da plataforma, afirmando: "Eu tenho um projeto para fazer um documentário que vai sair pela Globoplay junto com a Endemol. Esse documentário tinha de ter a mão da Globoplay, porque são 29 anos que eu vivi aqui".
No mês seguinte, a imprensa informou que Xuxa expressou o desejo de que Pedro Bial dirigisse o projeto, uma aproximação que teria se iniciado no ano anterior, quando ela participou do Conversa com Bial. Em março de 2023, durante as gravações do documentário, Xuxa reencontrou sua antiga empresária, Marlene Mattos, com quem não se falava desde 2002.
Em sua participação no programa Saia Justa, no canal GNT, Xuxa comentou sobre o impacto emocional do projeto, revelando que revisitou memórias que não lembrava. Ela afirmou: "Eles fizeram uma pesquisa enorme; eu não sabia nem que tinha vivido tudo isso. Eu revivi tudo aquilo, porque eles mexeram não só no baú, mas em caixinhas que estavam fechadas por muito tempo".

## Elenco
- Xuxa
- Angélica
- Andréa Veiga
- Aretuza Garibaldi
- Augustus Casa do Porto
- Boni
- Blad Meneghel
- Fatima Ali
- Junno Andrade
- Letícia Spiller
- Luiza Brunet
- Luciano Szafir
- Marlene Mattos
- Marcello Cavalcante
- Marcelo Ribeiro
- Magno Chaves
- Michael Sullivan
- Michelly X
- Natasha Pearce
- Paulo Massadas
- Patricia Anabel Guerrero
- Renato Aragão
- Reinaldo Waisman
- Rose Ganguzza
- Sasha Meneghel
- Sergio Mallandro
- Tatiana Maranhão
- Tizuka Yamasaki
- Thomas W. Lynch
- Viviane Senna

## Episódios
| Temporada | Temporada | Episódios | Episódios | Originalmente lançado |
| --------- | --------- | --------- | --------- | --------------------- |
|           | 1         | 5         | 5         | 13 de julho de 2023   |

### 1.ª temporada (2023)
| N.º | Título                    | Dirigido por                 | Escrito por  | Exibição original    |
| --- | ------------------------- | ---------------------------- | ------------ | -------------------- |
| 1 | "Supernova"               | Cassia Dian & Monica Almeida | Camila Appel | 13 de julho de 2023  |
| Xuxa inicia sua carreira como modelo e, após namorar o ídolo do futebol Pelé, ganha destaque como apresentadora de televisão na Rede Manchete. Seu sucesso junto ao público infantil logo atrai a atenção da TV Globo.                                                          |                           |                              |              |                      |
| 2 | "O Mundo a Seus Pés"      | Cassia Dian & Monica Almeida | Camila Appel | 20 de julho de 2023  |
| Neste episódio, Xuxa reencontra o ex-ator mirim Marcelo Ribeiro, com quem conversa sobre o filme Amor Estranho Amor. O sucesso de Xuxa no cinema e na música a impulsiona, garantindo reconhecimento em toda a América Latina, Europa e Estados Unidos.                         |                           |                              |              |                      |
| 3 | "Amor, Morte. Vida, Fogo" | Cassia Dian & Monica Almeida | Camila Appel | 27 de julho de 2023  |
| Xuxa inicia um relacionamento com o campeão de Fórmula 1 Ayrton Senna. Após a trágica morte do piloto, ela conhece o modelo e ator Luciano Szafir, com quem realiza o sonho de ser mãe. Neste episódio, Xuxa relembra o nascimento de Sasha Meneghel e o incêndio no Xuxa Park. |                           |                              |              |                      |
| 4 | "Encontros e Despedidas"  | Cassia Dian & Monica Almeida | Camila Appel | 3 de agosto de 2023  |
| Xuxa reencontra sua ex-empresária Marlene Mattos, com quem rompeu a amizade e a parceria de trabalho, após 19 anos de silêncio. Neste encontro, Xuxa também compartilha suas lembranças sobre a perda de sua mãe, Alda, e reflete sobre a vida que teve ao lado da família.     |                           |                              |              |                      |
| 5 | "Uma Velha Chocante"      | Cassia Dian & Monica Almeida | Camila Appel | 10 de agosto de 2023 |
| Xuxa fala sobre os abusos que sofreu na infância, refletindo sobre sua trajetória como uma estrela que sempre se declarou e soube o que queria. Com apenas 24 anos, ela já afirmava que se tornaria uma "velha chocante."                                                       |                           |                              |              |                      |

## Lançamento

### Divulgação
Em 28 de outubro de 2022, foi divulgado o primeiro teaser da série. Em junho de 2023, foi confirmado que o documentário seria lançado em 13 de julho de 2023, com o trailer oficial sendo divulgado em 8 de julho do mesmo ano. O primeiro episódio se destacou como uma das produções de maior audiência do Globoplay na semana de estreia, ficando atrás apenas das telenovelas Terra e Paixão e Vai na Fé.
Para promover o documentário, a TV Globo exibiu o primeiro episódio na Tela Quente em 31 de julho de 2023, aproveitando a repercussão. Além disso, visando impulsionar o Big Brother Brasil 24, a emissora transmitiu a série em quatro episódios entre 8 e 11 de janeiro de 2024, logo após o reality show.

## Recepção da crítica
Patrícia Kogut, do jornal O Globo, destacou que "Xuxa, o Documentário" não só avança em conteúdo inédito, mas também atende ao desejo do espectador de revisitar a trajetória já conhecida e memorável da apresentadora. Flávio Pinto, do site Omelete, afirmou que "se alguém na cultura popular brasileira merece um documentário, esse alguém é definitivamente a Xuxa". Ele ressaltou que, ao longo de sua carreira, a apresentadora passou por diversas reinvenções e desafios, uma jornada que é minuciosamente explorada nos cinco episódios. Para os fãs, o documentário serve como uma bela homenagem, embora não se arrisque muito além do que já é familiar. Em sua crítica, a revista Contigo! destacou que a produção retrata Xuxa como uma pessoa com visão e consciência, ressaltando sua grande capacidade criativa e entendimento sobre seu papel na indústria. Suzana Petropouleas, no jornal Folha de S.Paulo, afirmou que "o retrato documental da trajetória da apresentadora infantil de maior sucesso do país possui, sem dúvida, um valor histórico inegável." No entanto, ela criticou a falta de coragem da produção em reconhecer erros e privilégios, além de não abordar questões delicadas. Segundo ela, isso compromete o caráter verdadeiramente documental da obra ao ignorar temas importantes.
O documentário também teve repercussão internacional. Ana Ionova, do The New York Times, definiu o projeto sobre Xuxa como um "acerto de contas com a Barbie da vida real". Ela destacou que a produção do Globoplay foca em questões de diversidade, padrões de beleza e a sexualização presente nos shows da apresentadora, trazendo esses temas à tona para reflexão.
Em agosto de 2023, a colunista Anna Luiza Santiago, do jornal O Globo, informou que as buscas por Xuxa na internet haviam triplicado no Brasil nos 30 dias anteriores. Um estudo do Google Trends indicou que a apresentadora se tornou tema de pesquisa em pelo menos 21 países durante esse período.